# Монастир кармелітів (Теребовля)
Монасти́р кармелі́тів — пам'ятка архітектури національного значення у місті Теребовлі, споруджений 1635 року на місці дерев'яного монастиря. З 1990 року переданий громаді Української автокефальної православної церкви.

## Історія
У XVII столітті розпочалася історія помітної міської пам'ятки в Теребовлі — Монастиря і костелу кармелітів. 1617 року теребовлянський староста Пйотр Ожґа запросив до міста кармелітів; 1620 року подарував їм землю для будівництва костелу. З 1635 до 1640 років відбувалося будівництво мурованих будівель костелу і монастиря. Масштабний проект був підтриманий фінансовою допомогою місцевих шляхтичів та магнатів: 1624 року шляхтич Миколай Осінський подарував монастирю броварню, крамницю та житловий будинок поблизу Гнізни. 1635 року власник села Лошнева Адам Коморовський надав ченцям 6 тисяч золотих. Приблизно тоді ж монастир отримав у своє володіння землі села Боричівка, якими користувався до приходу радянської влади.
Стефан Потоцький — великий коронний референдар, львівський, калуський, черкаський староста був доброчинцем костелу оо. Кармелітів в Теребовли. За версією польського дослідника Анджея Бетлєя, у кляшторі був портрет теребовельського старости Міхала Потоцького.
Монастир є комплексом споруд оборонного типу. Складається з двоповерхового комплексу келій та костелу Внебовзяття Пресвятої Діви Марії. Територію монастиря оточують масивні стіни з чотирма наріжними, п‘ятикутними в плані, оборонними баштами. Дві башти стоять над річкою Гнізна. У зовнішніх стінах та в баштах розміщуються бійниці для стрільби з рушниць та мушкетів та гармат. Головний вхід на територію влаштовано в центральній частині південної стіни у вигляді проїзної арки. В XIX ст. над нею була добудована надбрамна триарочна дзвіниця. . Також були великі підземелля, у яких, зокрема, були захоронення духовенства та міської знаті.
У першій половині XX ст. проводилась реставрація. В післявоєнні часи в монастирі була влаштована фабрика ялинкових прикрас. 